# Jean-Gabriel Perboyre
Pour les articles homonymes, voir Perboyre.
Jean-Gabriel Perboyre (1802-1840), est un prêtre lazariste, martyrisé en Chine au XIXe siècle.

## Jeunesse et vocation
Jean-Gabriel Perboyre est né le 6 janvier 1802 au hameau du Puech, dans le village de Montgesty près de Cahors (Lot). Il est l’aîné des huit enfants (dont six entreront en religion) de Pierre Perboyre et Marie Rigal, agriculteurs.

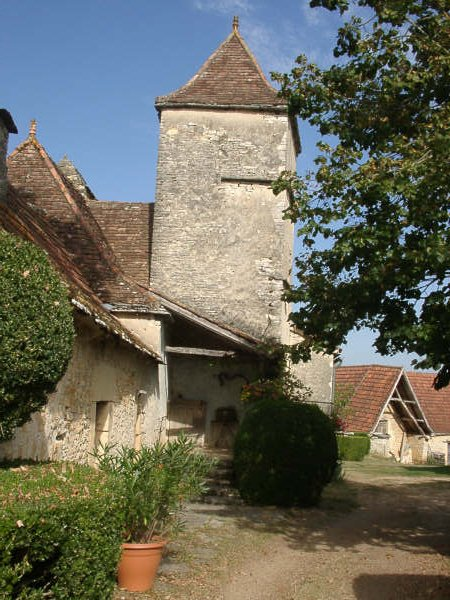
Maison natale de Jean-Gabriel Perboyre.

En 1817, son jeune frère, Louis, rejoint Montauban afin de poursuivre ses études au petit séminaire dirigé par leur grand-oncle Jacques, prêtre lazariste.
Jean-Gabriel accompagne son frère encore très jeune, pour quelques mois, le temps nécessaire pour qu'il s'habitue à sa nouvelle vie. Jean-Gabriel en profite pour parfaire son instruction.
Très rapidement, Jean-Gabriel Perboyre montre de réelles aptitudes pour les études, et donne déjà des signes de vocation religieuse. Son oncle tente alors de persuader ses parents de lui permettre de poursuivre sa formation théologique plutôt que de reprendre la ferme familiale. Jean-Gabriel Perboyre écrira alors à son père qu'il a compris que Dieu voulait qu'il soit prêtre.
Il termine ainsi ses études secondaires et entre chez les lazaristes où son frère Louis se trouvait déjà. Il prononce ses vœux le 20 décembre 1820.

## Mission sacerdotale en France
En 1823, alors qu'il n'était pas encore ordonné, il est nommé professeur à Montdidier près d'Amiens. Il est très vite chéri de ses élèves, créant des comités de classe pour aller visiter les prisonniers et aider les pauvres.

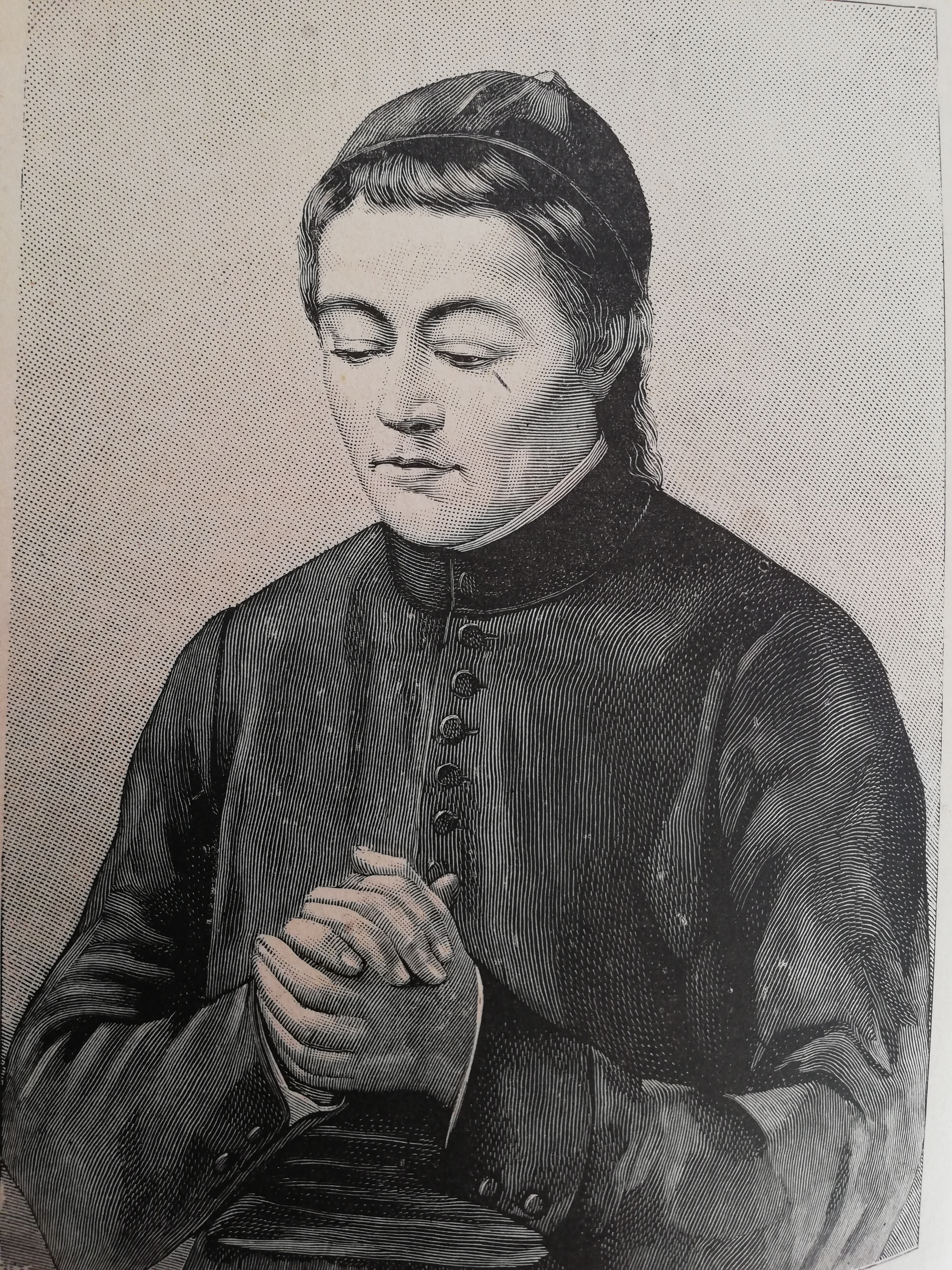
Le jeune père Jean-Gabriel Perboyre avant son départ en Chine, gravure.

C'est en 1826 qu'il est ordonné prêtre. Il est alors envoyé à Saint-Flour en tant que professeur de théologie. Sa réussite est telle que l'évêque le réclame comme directeur du séminaire. Il est d'abord nommé professeur au grand séminaire, puis en 1831 directeur du petit séminaire, le noviciat des lazaristes à Paris.
Toutefois, il gardait toujours dans l'esprit le souhait de partir pour la Chine afin de convertir les populations locales, malgré sa santé qui n'était pas florissante. Il demandait alors à ses séminaristes « Priez pour que ma santé se fortifie et que je puisse aller en Chine afin d'y prêcher Jésus-Christ et de mourir pour lui », expliquant qu'il était entré chez les lazaristes uniquement dans ce but.
Son frère Louis y était parti fin 1830. Mais il était mort au cours du voyage. Jean-Gabriel Perboyre a d'autant plus envie d'y partir qu'il voulait achever l'œuvre commencée par son frère. Il disait : « Que ne suis-je trouvé digne d'aller remplir la place qu'il laisse vacante ! Hélas j'ai déjà 30 ans ». Il dut alors lutter contre l'avis de ses supérieurs, et surtout celui des médecins qui ne l'encourageaient pas à entreprendre une aussi lointaine et dangereuse mission.

## Mission en Chine
Le père Perboyre et ses compagnons, dont Joseph Gabet et Joseph Perry, embarquent au Havre le 24 mars 1835 et arrivent cinq mois plus tard à Macao.
L'adaptation est difficile. Il faut apprendre la langue et les coutumes locales, tout en s'habituant au climat. Dès le mois de décembre, il écrivait « Si vous pouviez me voir un peu maintenant, je vous offrirais un spectacle intéressant avec mon accoutrement chinois, ma tête rasée, ma longue tresse et mes moustaches... On dit que je présente pas mal en Chinois. C'est par-là qu'il faut commencer pour se faire tout à tous puissions nous ainsi les gagner à Jésus-Christ », car l’entrée des Européens étant interdite dans l’empire de Chine, il faut pour y parvenir paraître chinois.

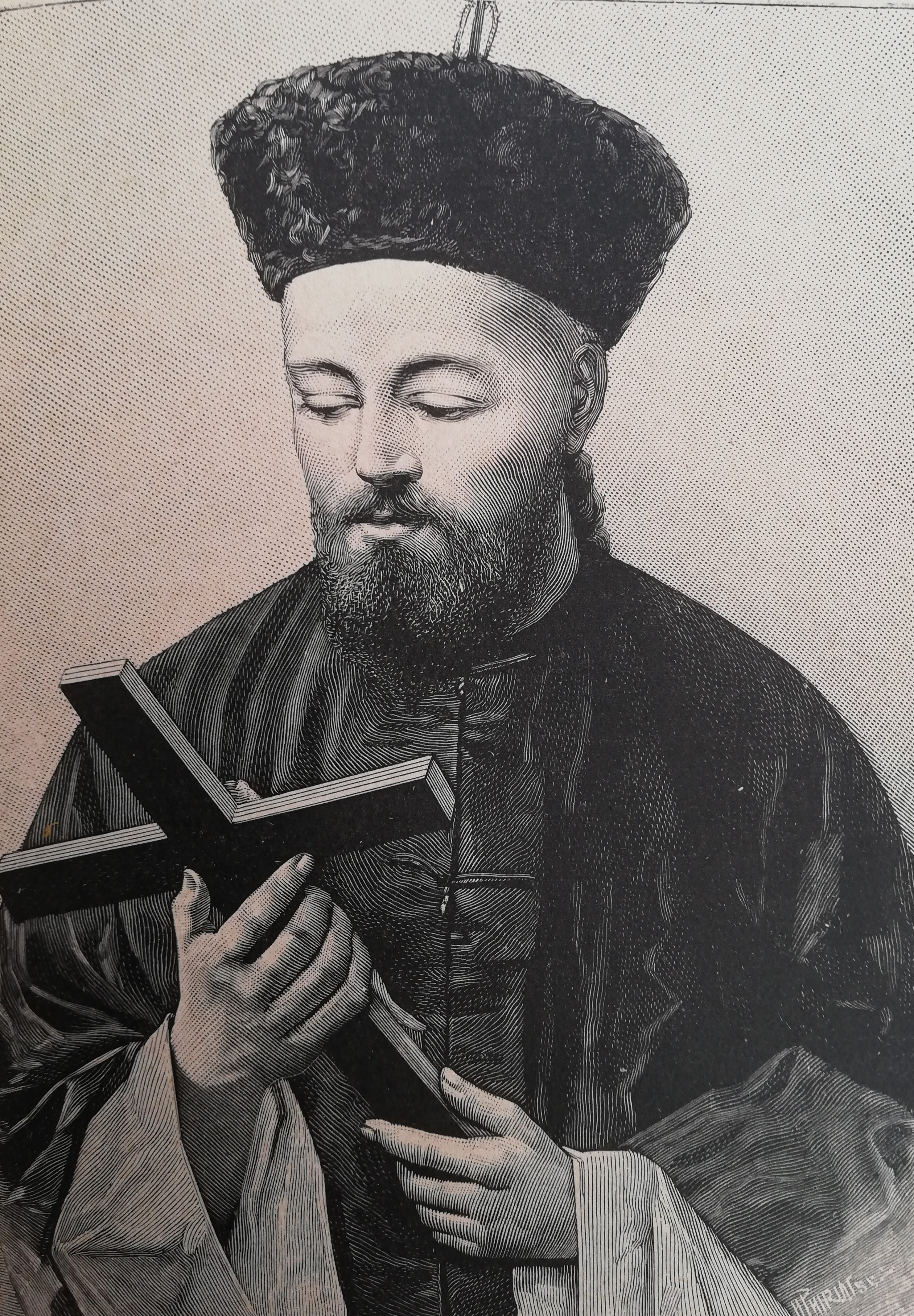
Jean-Gabriel Perboyre, missionnaire lazariste en Chine, gravure.

Ce n'est qu'après un très long et difficile voyage qu'il parvient sur son lieu de mission en août 1836 dans le Ho Nan, encore lui faut-il endurer une maladie qui, faisant craindre le trépas, l’immobilisa trois mois. Il trouve là une population misérable, deux mille chrétiens environ vivant dans la plus extrême pauvreté.  Pour visiter, avec un prêtre chinois, quinze cents chrétiens répartis dans une vingtaine de communautés, il lui faut parcourir le plus souvent à pieds environ 1 500 kilomètres en six mois.
En janvier 1838, Jean-Gabriel Perboyre quitte le Ho Nan car il est appelé dans le Hou-Pé. Là encore, la chrétienté atteint à peine 2 000 âmes réparties en une quinzaine de communautés. Dans la ville-centre, l'église n'est qu'une masure, mais le Père Perboyre vante là « un millier de pieux fidèles remplissant, même sous la pluie et sur la neige, cette humble enceinte ». Il se consacre à son travail apostolique, et, malgré son dénuement, il s'efforce de soulager la misère de ses fidèles et d'agir concrètement dans le cadre de son œuvre missionnaire.
Malgré tout son dévouement à sa mission, et en plus du délabrement consécutif de sa santé, Jean-Gabriel Perboyre éprouve en cette période le supplice du doute. Doute de sa foi, doute de ce que Dieu attend de lui, ce qui a pour effet de l’affaiblir considérablement, jusqu’au jour où son Sauveur lui demande « "Que crains-tu ? Ne suis-je pas mort pour toi ? Mets tes doigts dans mon côté et cesse de craindre ta damnation" ».

## Le martyre
Le 15 septembre 1839, un groupe armé se dirige vers la résidence des missionnaires à Tcha-Yuen-Keou. Ils n'ont que le temps de s'enfuir. Le Père Perboyre se réfugie dans la forêt voisine, mais, trahi par un de ses catéchumènes pour quelques taels, il est retrouvé, fait prisonnier et amené devant un premier mandarin. Il est ensuite emmené de ville en ville et à chaque fois interrogé, parfois torturé, par des fonctionnaires impériaux de rang plus élevé.

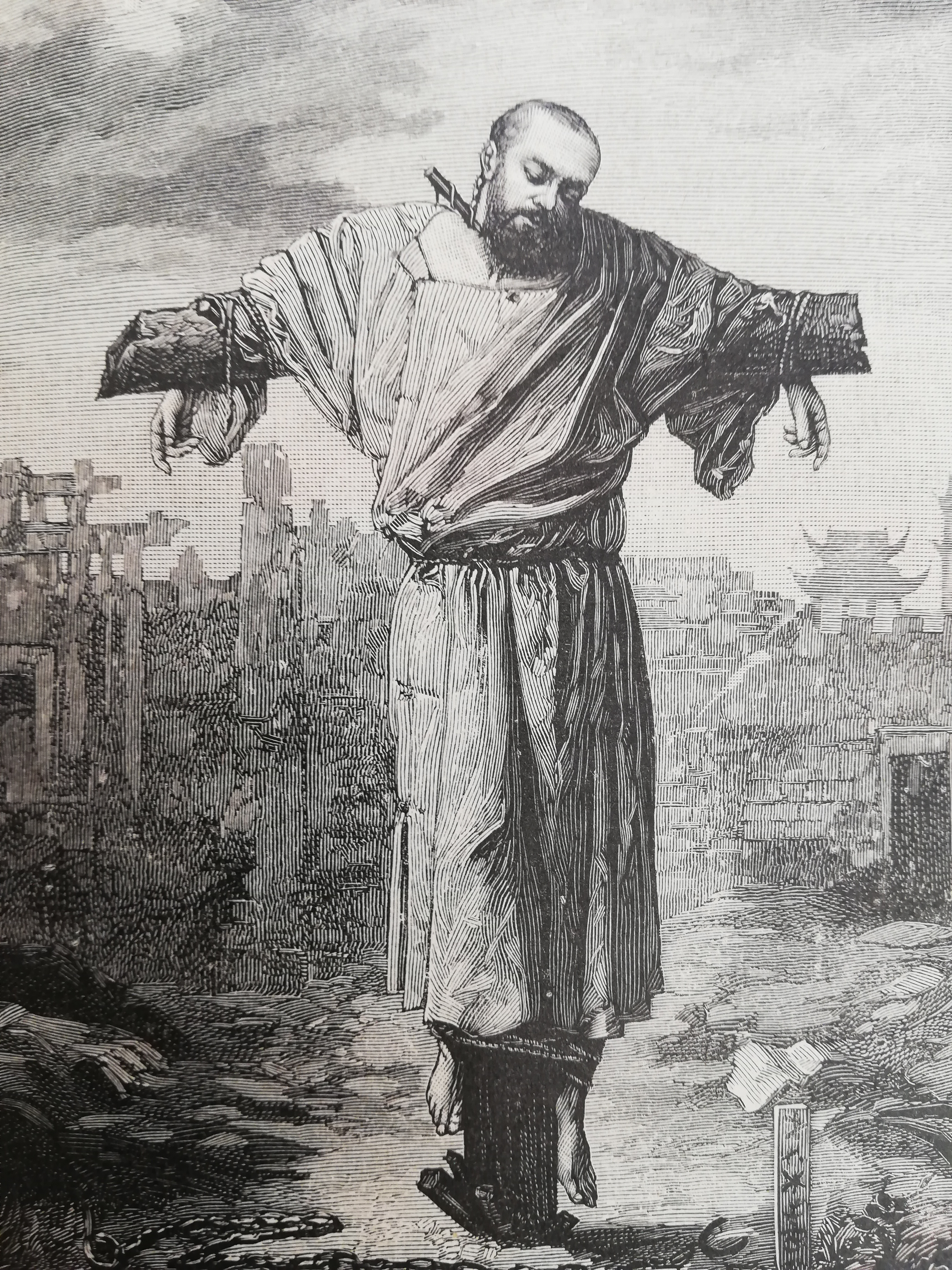
Le martyre de Jean-Gabriel Perboyre, gravure.

Il arrive finalement à Ou-Tchang-Fou où il reste en captivité pendant presque un an. Malgré les longs interrogatoires et les diverses tortures, il reste inébranlable dans sa foi, redonnant courage à ses compagnons, et impressionnant ses geôliers par sa sérénité et sa foi.
Il est condamné à mort le 15 juillet 1840 par le tribunal de la province de Hubei à Ou-Tchang-Fou (Wuchang, quartier de la ville de Wuhan). Avant de mourir, il confie un message à un catéchiste venu le visiter, à l'attention des autres chrétiens de la mission : « Dis-leur de ne pas craindre cette persécution. Qu'ils aient confiance en Dieu. Moi je ne les reverrai plus, eux non plus ne me reverront pas, car certainement je serai condamné à mort. Mais je suis heureux de mourir pour le Christ ». Il faut maintenant attendre la ratification impériale de la sentence. Celle-ci parvient le 11 septembre 1840. Selon l’usage chinois, Jean-Gabriel Perboyre est exécuté le jour même. Pour cela, il est lié sur un gibet en forme de croix, et exécuté lentement par strangulation.
Un des catéchistes ayant soudoyé les gardes, le corps du martyr a pu être inhumé en terre chrétienne à côté de Saint François-Régis Clet, martyrisé vingt ans auparavant. Les Pères Joseph Gabet et Évariste Huc passent là vingt ans après sa mort, et sa dépouille est transférée à la maison mère des lazaristes à Paris.
Évariste Huc, qui est en 1846 avec Joseph Gabet le premier missionnaire à parvenir à Lhassa, célèbre sa première messe en Chine revêtu de la chasuble du Père Perboyre, rapportée à Macao.

## Béatification, canonisation, dévotion
Le père Jean-Gabriel Perboyre a successivement été déclaré vénérable dès 1843 par le Pape Grégoire XVI, puis béatifié le 10 novembre 1889 par le Pape Léon XIII et enfin canonisé le 2 juin 1996 par le Pape Jean-Paul II. 
Saint Jean-Gabriel Perboyre est le premier martyr de Chine canonisé avant qu'en 2000 le Pape Jean-Paul II ne canonise 120 Martyrs de Chine dont 28 prêtres, certains ayant subi le martyre antérieurement à Jean-Gabriel Perboyre, comme François-Régis Clet qu’il avait tant désiré imiter. Sa fête a été fixée au 11 septembre, jour de son appel à Dieu. Les catholiques du diocèse de Cahors n'ont pas attendu la canonisation pour vénérer leur compatriote ; dès sa béatification les églises du diocèse se sont dotées de statues permettant de prier le saint homme, comme à l'église de Montgesty, où un pèlerinage a lieu tous les 11 septembre.
En 2020, alors qu'éclate à partir de Wuhan la pandémie de covid-19 en Chine, la dévotion à Saint Jean-Gabriel Perboyre mort d'étouffement, par les catholiques chinois locaux frappés par cette maladie affectant les voies respiratoires, est attestée par un sinologue américain, témoin oculaire qui témoigne,.

## Citations
Du Père Jean-Gabriel Perboyre :
- « À Siang-Yang-Fou, j’ai subi quatre interrogatoires, à l’un desquels je fus obligé de rester une demi-journée les genoux sur des chaînes de fer et suspendu à une poutre de bambou. À Ou-Tchang-Fou, j’ai subi plus de vingt interrogatoires, et ... j'ai reçu cent dix coups de bambou parce que je n’ai pas voulu fouler aux pieds la croix »[Note 16].
- « Dans le crucifix, l’Évangile et l’Eucharistie nous trouvons tout ce que nous pouvons désirer. Il n’y a pas d’autre voie, d’autre vérité, d’autre vie »[5].

## Sources
- Osservatore Romano : 1996 n.22 p.1,7,11 / n.23 p.1-4 / n.24 p.9 / n.30 p.9-10
- Jean-Gabriel Perboyre, le premier saint canonisé de Chine (the First canonized saint of China） (en chinois), par Paul Geng Yongshun, Editions Window, Tainan, Taiwan, 1999.

耿永顺著：《董文学----中国第一位列品圣人》，台湾台南闻道出版社，1999年5月，97页。